# Стренаков, Прокофий Аверьянович
Прокофий Аверьянович Стренаков (6 июня 1917 — 12 октября 1961) — командир взвода управления 642-го пушечного артиллерийского полка, лейтенант. Герой Советского Союза.

## Биография
Родился 6 июня 1917 года в деревне Гречухи (ныне — Жлобинского района Гомельской области). Окончил 7 классов. Работал на кирпичном заводе в Минске, на лесокомбинате в Бобруйске.
В 1938 году был призван в Красную Армию. В 1942 году окончил курсы младших лейтенантов. На фронте в Великую Отечественную войну с июля 1942 года. Член ВКП/КПСС с 1943 года. К осени 1943 года лейтенант Стренаков — командир взвода управления 642-го пушечного артиллерийского полка 24-й пушечной артиллерийской бригады 5-й артиллерийской дивизии 4-го артиллерийского корпуса прорыва. Особо отличился в боях на Днепре.
12 октября 1943 года лейтенант Стренаков во главе группы разведчиков под огнём противника переправился через Днепр. Выдвинувшись на передний край, организовал разведку огневых средств противника. В результате наблюдения определил местонахождение батареи крупнокалиберных пушек, которая была подавлена. В последующем участвовал в отражении многочисленных контратак противника на плацдарме в Лоевском районе Гомельской области.
13 октября в район деревне Глушец, когда враг перешел в контратаку с поддержкой танков и артиллерии, лейтенант Стренаков передал на свою батарею точные целеуказания, чем способствовал отражению контратаки. 15 октября в бою за деревню Старая Лутава, участвуя в отражении контратаки противника, ворвался вместе с пехотинцами во вражескую оборону и из личного оружия и гранатами уничтожил более 10 противников. 21 октября, в боях за деревню Новая Лутава, находясь в боевых порядках пехоты, заменил раненого командира роты, повел бойцов в атаку и ворвался в населённый пункт. В бою лично уничтожил несколько вражеских солдат. Был ранен, но не покинул поле боя, пока пехота не закрепилась на занятом рубеже.
Указом Президиума Верховного Совета СССР от 24 декабря 1943 года за мужество и героизм, проявленные при форсировании Днепра и удержании плацдарма лейтенанту Стренакову Прокофию Аверьяновичу присвоено звание Героя Советского Союза с вручением ордена Ленина (№ 16693) и медали «Золотая Звезда» (№ 2995).
После войны продолжал службу в армии. В 1951 году окончил Высшую офицерскую артиллерийскую школу. С 1958 года майор П. А. Стренаков — в запасе. Жил в городе Ташкенте. Работал на заводе «Ташкенткабель». Скончался 12 октября 1961 года.

## Награды
- Орден Ленина Указ Президиума ВС СССР от 29.12.1943[1]
- Медаль «Золотая звезда» Указ Президиума ВС СССР от 29.12.1943[2]
- Орден Красного Знамени приказ командующего артиллерией 1-го Белорусского фронта № 192 от 03.05.1945[3]
- Орден Красного Знамени приказ командующего артиллерией 1-го Белорусского фронта № 217 от 06.06.1945[4]
- Орден Александра Невского приказ командующего артиллерией 1-го Белорусского фронта № 118 от 28.08.1944[5]
- Орден Красной Звезды приказ 24 пабр № 7/н от 14.07.1943[6]
- Орден Красной Звезды
- Медалями, иностранной медалью.

## Память
В 1964 году имя П. А. Стренакова присвоено начальной школе в деревне Зелёный Кряж Жлобинского района.
Именем Героя названы улица в деревне Ректа Жлобинского района Гомельской области, школа в деревне Гречухи Жлобинского района Гомельской области.
Имя П. А. Стренакова на Аллее Героев в Жлобине.